# Stanisław Bryła (prawnik)
Stanisław Feliks Bryła (ur. 17 maja 1888 w Krakowie, zm. 23 grudnia 1939 w Lublinie) – prawnik, działacz społeczny, starosta przasnyski, wicewojewoda lubelski.

## Życiorys
Syn Pawła, polonisty, nauczyciela, późniejszego dyrektora gimnazjum w Stanisławowie i Eligii Marii z Chrzanowskich, publicystki i działaczki społecznej. Brat Stefana, inżyniera, polityka lwowskiej chadecji i posła na Sejm II RP. Kształcił się początkowo w Stanisławowie. W 1906 r. ukończył C. K. IV Gimnazjum we Lwowie. Wstąpił na Wydział Prawny Uniwersytetu Jana Kazimierza, który ukończył w 1910 r. Tam też w 1912 r. uzyskał stopień doktora praw. Od 1908 do 1911 r. odbywał praktykę adwokacką we Lwowie. Po ukończeniu studiów od 1912 do 1914 r. odbywał aplikację sądową we Lwowie i w Wiedniu, a od 1914 do 1915 r. – adwokacką we Lwowie.
Był członkiem Ligi Narodowej. W latach 1910–1914 był członkiem Rady Naczelnej Drużyn Bartoszowych we Lwowie. Od połowy 1915 r. działał w Lwowskim Komitecie Ratunkowym. 1 października 1915 r. został mianowany pełnomocnikiem Centralnego Komitetu Obywatelskiego Królestwa Polskiego w Rosji na gubernię jekaterynosławską i taurydzką. Opiekował się ludnością polską ewakuowaną z Królestwa, od września 1918 do stycznia 1919 r. organizował jej powrót do kraju. Od maja 1918 r. działał w POW.
W 1919 r. pracował krótko w charakterze komisarza rządowego w Hrubieszowie, a od 1 marca 1919 do lutego 1923 r. był starostą w Przasnyszu. Okres jego urzędowania w Przasnyszu przypadł na szczególnie trudny okres odbudowy ze zniszczeń wojennych. W lipcu 1920 r. Stanisław Bryła wszedł do Rady Powiatowego Komitetu Obrony Państwa. Miasta Przasnysz i Chorzele w uznaniu zasług w dziedzinie rozwoju gospodarki komunalnej, a także rolnictwa i oświaty, nadały mu obywatelstwo honorowe.
23 lutego 1923 r. mianowany został naczelnikiem Wydziału Prezydialnego w Urzędzie Wojewódzkim w Lublinie, a 12 maja tegoż roku jednocześnie wicewojewodą lubelskim. Urząd ten sprawował do końca 1926 r. Od czerwca 1923 do kwietnia 1926 r. pełnił czasowo obowiązki wojewody lubelskiego. Jego praca na tych stanowiskach uzyskała wysoką ocenę władz rządowych.
W grudniu 1926 r. przeszedł na własną prośbę do pracy w sądownictwie na terenie Lublina. Przez kolejne lata zajmował stanowiska: sędziego pokoju Okręgu III m. Lublina (1927–1929), sędziego Sądu Okręgowego w Lublinie (1929–1932), wiceprezesa Sądu Okręgowego w Radomiu (1932–1936) oraz prezesa Sądu Okręgowego w Lublinie (1937–1939). Pełnił też wiele innych funkcji w sądownictwie. Od kwietnia 1932 r. był przedstawicielem Ministra Sprawiedliwości w Komitecie Wojewódzkim do Spraw Finansowo-Rolnych w Lublinie.
Od 1927 do 1929 r. był radnym miejskim, od marca 1929 r. wchodził w skład Rady Przybocznej, działającej przy urzędzie komisarza rządowego m. Lublina. W 1937 r. został prezesem Lwowskiego Związku Pracy Kulturalnej, przekształconego następnie w Lubelski Instytut Kultury. Pracował społecznie w Związku Harcerstwa Polskiego (w 1938 r. został wybrany wiceprezesem zarządu Lubelskiego Okręgu ZHP). Był wieloletnim prezesem okręgu PCK (1924–1933) i LOPP (1924–1929). Od 1927 r. prowadził wykłady z prawa administracyjnego na KUL. Był filistrem honorowym Korporacji „Concordia”. Politycznie związany był z endecją. Najpierw był członkiem Związku Ludowo-Narodowego, a następnie był oboźnym powiatu lubelskiego Obozu Wielkiej Polski 1927–1928. Od 1929 związany z ChD.
Od 21 czerwca 1913 r. był mężem Hanny z Biernackich, córki profesora lwowskiego Edmunda Biernackiego.
Po wybuchu wojny w 1939 r. wszedł w skład Komitetu Obrony Lublina, przyczynił się do uratowania przewiezionych z Warszawy do Lublina obrazów Jana Matejki Bitwa pod Grunwaldem i Kazanie Skargi. Aresztowany przez gestapo 9 września 1939 r. w ramach tzw. Sonderaktion Lublin. Był więziony na Zamku Lubelskim. 23 grudnia 1939 r. został rozstrzelany z grupą zakładników, reprezentujących elity lubelskie, na terenie starego cmentarza żydowskiego w Lublinie.

## Ordery i odznaczenia
- Krzyż Oficerski Orderu Odrodzenia Polski (31 grudnia 1923)[13]
- Złoty Krzyż Zasługi (dwukrotnie: 13 maja 1933[14], 28 stycznia 1939[15])
- Medal Niepodległości (16 marca 1937)[16]
- Medal Dziesięciolecia Odzyskanej Niepodległości[8]
- Medal 3 Maja[8]
- Złota Odznaka honorowa LOPP I stopnia[8]
- Odznaka Honorowa PCK I stopnia[8]
- Order Estońskiego Czerwonego Krzyża II klasy (Estonia)[8]